# Catalanismes en castellà
Els catalanismes (que poden també ésser occitanismes) del castellà són mots o estructures d'influència catalana en l'espanyol, ço és manlleus del català cap al castellà o manlleus de l'espanyol al català. Segons el diccionari de la Real Academia Española: esquirol, papel, plantel, capicúa, pincel, viaje, cohete, volquete, confite, envite, convite, nao, seo, festejar, manjar, semblar, semblanza, semblante, prensa, faena, bergantín, armatoste, crisol, litera, retrete, quijote, clavel, paella, mercader, sastre, borde, molde, panoli, cantimplora i segons Francesc de Borja Moll: betún, pasaje, follaje, cortejar, imprenta, pantalla, buque, galera, bogavante, contramaestre, timonel, antena, aferrar, tramontana, birrete, faja, calamar, carreta, carruaje, horchata, regatear i alioli, bacón, blanquinoso, cordellate, dorso, estamento, formalete, libán, pincelar, pollastre, rebotigo, relej, reposte, riostra, sotabanco, tacha, tachuela, viaje, zucrero.... N'hi ha que s'empren només en el castellà de Catalunya: adéu, barrecha, plegar, tocho...